# Mesua korthalsiana
Mesua korthalsiana är en tvåhjärtbladig växtart som först beskrevs av Jean Baptiste Louis Pierre, och fick sitt nu gällande namn av André Joseph Guillaume Henri Kostermans. Mesua korthalsiana ingår i släktet Mesua och familjen Calophyllaceae. Inga underarter finns listade i Catalogue of Life.